# Старая Измайловка
Старая Измайловка — село в Барышском районе Ульяновской области, входит в состав Измайловского городского поселения. 

## История
Основано приблизительно в XVII веке. Предположительно в XVI веке бывший царский стольник Измайлов получил земли в районе современной Старой Измайловке. Прибыль с этих мест он получить не смог из-за болотистости местности и бедных почв, занимался преимущественно охотой в своих угодьях; измайловские земли пошли на продажу ещё при его жизни. 
Затем, земля принадлежала крупному землевладельцу помещику Шатрову. 
В 1780 году деревня Измайловка, помещиковых крестьян, из Сызранского уезда вошла в состав Тагайского уезда Симбирского наместничества.
В 1845 году симбирский дворянин Я. Ф. Прибыловский основал суконную мануфактуру, в результате его переселения к месту работы, рядом с фабрикой, было основано новое село, название которого основано на прежней этимологии — Новая Измайловка (позднее — Измайлово), в которую ходили работать жители деревни Измайловки.
В 1897 году симбирским купцом Николаем Яковлевичем Шатровым был построен каменный Храм в честь Казанской иконы Божией Матери . Использовавшийся в советские годы под сельскохозяйственные нужды храм, сейчас находится в полуразрушенном состоянии. 
В 1913 году в Старой Измайловке в 83 дворах жило 535 человек, имелось: церковь, земская школа, церковно-приходская школа, ярмарка.
Со Старой Измайловкой связаны различные мистические истории, возможно связанные с её малочисленным населением и удаленностью от других населенных пунктов. В связи с этим Старую Измайловку иногда упоминают как «деревню колдунов».

## Население
В 1913 году в Старой Измайловке в 83 дворах жило 535 человек; на 2010 г. - 81 человек.

## Достопримечательности
- Казанская церковь -— 1897 г., объект культурного наследия регионального значения [8]
- Сохранился жилой купеческий дом конца XIX века.

## Транспорт
- Грунтовая дорога в Старую Измайловку в настоящее время проложена только от Измайлово.

## Улицы
с. Старая Измайловка: ул. Стахановская, ул. Фабричная, Фабричный пер., ул. Хуторная, ул. Центральная, ул. Чапаева, ул. Школьная, Школьный пер.